# Leptaspis banksii
Leptaspis banksii är en gräsart som beskrevs av Robert Brown. Leptaspis banksii ingår i släktet Leptaspis och familjen gräs. Inga underarter finns listade i Catalogue of Life.